# Enric Rodríguez Cambray
Enric Rodríguez Cambray   (Barcelona, 1988) és un actor, director i productor català versat en els àmbits del teatre, el cinema i la televisió. És conegut pel seu paper de debut com a Òscar Benjumea Canals dins la sèrie El cor de la ciutat.

## Formació
Va estudiar a l'Escola Virolai, l'Escola Memory, El Timbal, l'Escola Superior d'Art Dramàtic Eòlia i la productora Towanda Dreams. Es va llicenciar en Art Dramàtic per l'Institut del Teatre i va fer classes particulars de cant. Altres habilitats de Cambray inclouen el jazz, el claqué, l'esgrima, l'equitació, el maquillatge i fer de pallasso.

## Carrera
Va posar veu al personatge de Cormac McLaggen en el doblatge al català del film Harry Potter i el misteri del Príncep. El gener del 2022, va col·laborar en el programa de TV3 El Llop, juntament amb Àngel Llàcer i Clara Queraltó.

## Filmografia

### Actor

#### Cinema
- Sintonía Diario Pop (Guillermo Mieza, 2007)
- Pin up (Tania Verduzco, 2009)
- Los tres tigres (Artur Pérez, 2009)
- Candela (Cata Pulido Echegaray, 2010)
- La noche (Miriam Cañamares, 2010)
- Guía de supervivencia estudiantil (Joan Marc Sastre, 2011)
- Un cuento chino (Sebastián Borensztein, 2011)
- Geronimo Stilton: el musical del Regne de la Fantasia (Paulí Subirà, 2011)
- Cam (Pol Turrents, 2013)
- Fassman: l'increïble home radar (Joaquim Oristrell, 2015)
- La educación del miedo (Anna Llauradó, 2016)

#### Televisió
- AD - Els Abans de Déu (2009)
- Hospital Central (2009)
- El cor de la ciutat (2005-2009)
- La pecera de Eva (2010)
- No me la puc treure del cap (2010)
- Ermessenda (2011)
- Com si fos ahir (2017-2018)
- Si no t'hagués conegut (2018)
- Drama (2020-2021)
- Contiguo (2020)

### Director
- XXXIV Premis Goya (2019)
- XXXV Premis Goya (2020)
- Catalunya aixeca el teló (2020)
- XIII Premis Gaudí (2021)
- L'èxit de la temporada (2022)

### Productor
- Tabús (2020-2021)
- Drama (2020)